# Campeonato Mundial Júnior de Patinação Artística no Gelo de 1979
O Campeonato Mundial Júnior de Patinação Artística no Gelo de 1979 foi a quarta edição do Campeonato Mundial Júnior de Patinação Artística no Gelo, um evento anual de patinação artística no gelo organizado pela União Internacional de Patinação (em inglês:  International Skating Union) onde os patinadores artísticos competem pelo título de campeão mundial júnior. A competição foi disputada entre os dias 27 de março e 4 de abril, na cidade de Augsburgo, Alemanha Ocidental.

## Eventos
- Individual masculino
- Individual feminino
- Duplas
- Dança no gelo

## Medalhistas
| Evento                        | Ouro                                                    | Prata                                             | Bronze                               |
| Individual masculino detalhes | Vitali Egorov · União Soviética                         | Bobby Beauchamp · Estados Unidos                  | Alexander Fadeev · União Soviética   |
| Individual feminino detalhes  | Elaine Zayak · Estados Unidos                           | Manuela Ruben · Alemanha Ocidental                | Jacki Farrell · Estados Unidos       |
| Duplas detalhes               | Veronika Pershina · Marat Akbarov · União Soviética     | Larisa Selezneva · Oleg Makarov · União Soviética | Lori Baier · Lloyd Eisler · Canadá   |
| Dança no gelo detalhes        | Tatiana Durasova · Sergei Ponomarenko · União Soviética | Elena Batanova · Andrei Antonov · União Soviética | Kelly Johnson · Kris Barber · Canadá |

## Resultados

### Individual masculino
| Pos.              | Nome             | Nacionalidade   |
| ----------------- | ---------------- | --------------- |
| Medalha de ouro   | Vitali Egorov    | União Soviética |
| Medalha de prata  | Bobby Beauchamp  | Estados Unidos  |
| Medalha de bronze | Alexander Fadeev | União Soviética |
| ...               |                  |                 |
| 13                | Brad Maclean     | Canadá          |
| 14                | Darin Mathewson  | Canadá          |
| ...               |                  |                 |

### Individual feminino
| Pos.              | Nome          | Nacionalidade      |
| ----------------- | ------------- | ------------------ |
| Medalha de ouro   | Elaine Zayak  | Estados Unidos     |
| Medalha de prata  | Manuela Ruben | Alemanha Ocidental |
| Medalha de bronze | Jacki Farrell | Estados Unidos     |
| ...               |               |                    |
| 6                 | Kay Thomson   | Canadá             |
| ...               |               |                    |

### Duplas
| Pos.              | Nome                              | Nacionalidade   |
| ----------------- | --------------------------------- | --------------- |
| Medalha de ouro   | Veronika Pershina / Marat Akbarov | União Soviética |
| Medalha de prata  | Larisa Selezneva / Oleg Makarov   | União Soviética |
| Medalha de bronze | Lori Baier / Lloyd Eisler         | Canadá          |
| ...               |                                   |                 |

### Dança no gelo
| Pos.              | Nome                                  | Nacionalidade   |
| ----------------- | ------------------------------------- | --------------- |
| Medalha de ouro   | Tatiana Durasova / Sergei Ponomarenko | União Soviética |
| Medalha de prata  | Elena Batanova / Andrei Antonov       | União Soviética |
| Medalha de bronze | Kelly Johnson / Kris Barber           | Canadá          |
| ...               |                                       |                 |

## Quadro de medalhas
| Ordem | País               | Medalha de ouro | Medalha de prata | Medalha de bronze |    | Ordem por total |
| ----- | ------------------ | --------------- | ---------------- | ----------------- | -- | --------------- |
| 1     | União Soviética    | 3               | 2                | 1                 | 6  | 1               |
| 2     | Estados Unidos     | 1               | 1                | 1                 | 3  | 2               |
| 3     | Alemanha Ocidental |                 | 1                |                   | 1  | 4               |
| 4     | Canadá             |                 |                  | 2                 | 2  | 3               |
| TOTAL | TOTAL              | 4               | 4                | 4                 | 12 | —               |